# 纳韦苏埃拉斯
纳韦苏埃拉斯，是西班牙埃斯特雷马杜拉卡塞雷斯省的一个市镇。总面积60平方公里，总人口745人（2001年），人口密度12人/平方公里。